# Šóši (1286–1348)
Princezna Šóši nebo princezna Masako (奨子内親王, Šóši Naišinnó, 28. září 1286 – 2. listopadu 1348) byla japonská princezna, která krátce působila jako čestná císařovna svého mladšího bratra císaře Go-Daiga.
Princezna Šóši byla dcera císaře Go-Uda a dvorní dámy Čuši Icucudži. V letech 1306 až 1308 působila jako saió svého nevlastního bratra císaře Go-Nidžó. V roce 1319 byla jmenována čestnou císařovnou svého bratra císaře Go-Daiga.
Ten samý rok se stala buddhistickou jeptiškou a dostala jméno Šinrikaku (真理覚).